# Dietrich Lohrmann

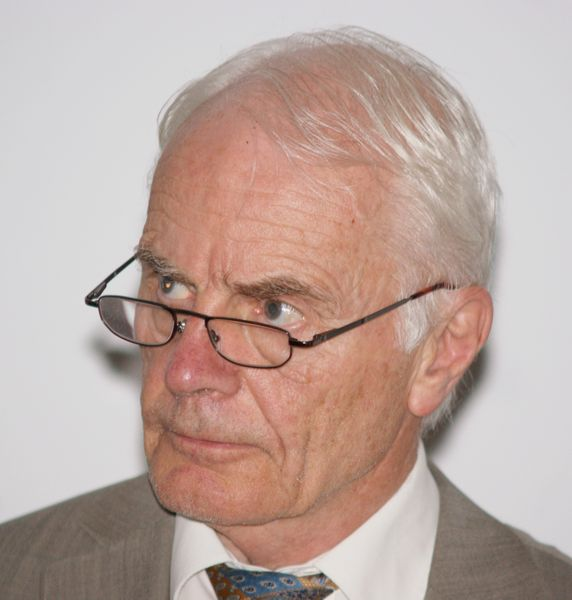
Dietrich Lohrmann im Jahr 2011 von Werner Maleczek aufgenommen.

Dietrich Lohrmann (* 9. Juni 1937 in Hagen) ist ein deutscher Historiker.

## Leben und Wirken
Dietrich Lohrmann studierte ab dem Sommersemester 1957 an den Universitäten Freiburg im Breisgau, Tours und Lille Geschichte, Romanische Philologie und Latein. Er besuchte Vorlesungen von Gerd Tellenbach, Ernst Walter Zeeden und Willy Andreas. Im siebten Freiburger Semester besuchte er erneut ein Proseminar Mittelalter und zwar diesmal bei Karl Schmid. Dieser gab Lohrmann den Anstoß, bei Gerd Tellenbach eine Dissertation zu schreiben. Tellenbach stand im Februar 1963 vor dem Wechsel auf den Direktorenposten an das Deutsche Historische Institut in Rom. Lohrmann wollte sich mit dem Vulgärlatein in den Urkunden der frühmittelalterlichen Päpste befassen. Tellenbach bot Lohrmann daraufhin für sein Dissertationsprojekt ein Stipendium in Rom an. Von 1963 bis 1965 war er dort Stipendiat. Er wurde im Februar 1965 in Freiburg promoviert mit einer Arbeit über das Register von Papst Johannes VIII. Sein akademischer Lehrer war Gerd Tellenbach. Von Juli 1965 bis September 1967 war er Stipendiat der Deutschen Forschungsgemeinschaft. Von 1968 bis 1987 war er Wissenschaftlicher Mitarbeiter am Deutschen Historischen Institut Paris. Er habilitierte sich 1978 an der Universität Mainz zum Thema „Kirchengut im nördlichen Frankreich. Besitz und Wirtschaft im Spiegel der Papstprivilegien des 11. bis 12. Jahrhunderts“. In Mainz widmete er sich in der Lehre thematisch vor allem den mittelalterlichen Papsturkunden und der französischen Geschichte. Im Jahr 1984 wurde er nach Saarbrücken umhabilitiert. Er lehrte von 1987 bis 2002 als Professor für Mittlere Geschichte an der RWTH Aachen.
Seine Forschungsschwerpunkte sind Papstgeschichte, Papsturkunden, Kirchenrecht, Westeuropäische Geschichte, Agrar- und Wirtschaftsgeschichte, Technik und Wissenschaft im Mittelalter sowie ältere Energiegeschichte. Lohrmann ist auch im Ruhestand weiter für das Historische Institut der RWTH Aachen tätig. Zusammen mit Thomas Kreft und finanziell unterstützt vom Verein Deutscher Ingenieure (VDI) gab Lohrmann 2018 Leonardo da Vincis Codex Madrid als vierbändige kommentierte Ausgabe heraus. Im Jahr 2019 wurde Lohrmann zum korrespondierenden Mitglied des VDI ernannt.

## Schriften (Auswahl)
- Das Register Papst Johannes VIII. Freiburg (Breisgau) 1965 (Freiburg im Breisgau, Universität, Dissertation, 26. Februar 1965).
- Das Register Papst Johannes' VIII. (872–882). Neue Studien zur Abschrift Reg. Vat. I, zum verlorenen Originalregister und zum Diktat der Briefe (= Bibliothek des Deutschen Historischen Instituts in Rom. Bd. 30, ISSN 0070-4156). Niemeyer, Tübingen 1968.
- Zwei Miszellen zur Geschichte der päpstlichen Register im Mittelalter. In: Archivum Historiae Pontificiae. Bd. 9, 1971, ISSN 0066-6785, S. 401–410, JSTOR:23563761.
- Papsturkunden in Frankreich.
  - Neue Folge, Band 7: Nördliche Ile-de-France und Vermandois (= Abhandlungen der Akademie der Wissenschaften in Göttingen. Philologisch-Historische Klasse. Folge 3, Nr. 95). Vandenhoeck & Ruprecht, Göttingen 1976, ISBN 3-525-82371-1.
  - Neue Folge, Band 8: Diözese Paris. Teil 1: Urkunden und Briefsammlungen der Abteien Sainte-Geneviève und Saint-Victor (= Abhandlungen der Akademie der Wissenschaften in Göttingen. Philologisch-Historische Klasse. Folge 3, Nr. 174). Vandenhoeck & Ruprecht, Göttingen 1989, ISBN 3-525-82458-0.
- Kirchengut im nördlichen Frankreich. Besitz, Verfassung und Wirtschaft im Spiegel der Papstprivilegien des 11.–12. Jahrhunderts (= Pariser historische Studien. Bd. 20). Röhrscheid, Bonn 1983, ISBN 3-7928-0460-3 (Zugleich: Mainz, Universität, Habilitations-Schrift, 1978).
- unter Mitarbeit von Horst Kranz und Thomas Kreft: Energieressourcen Westeuropas vor 1500: Eine Anthologie von Text- und Bildzeugnissen. 2 Bände. Bd. 1: Antriebskräfte und Verkehr; Bd. 2: Wärmeressourcen und Suche nach neuen Energien. Shaker, Aachen 2022, ISBN 978-3-8440-8577-8
- als Herausgeber mit Paul Leo Butzer: Science in Western and Eastern Civilization in Carolingian Times. Birkhäuser, Basel u. a. 1993, ISBN 3-7643-2863-0.
- als Herausgeber mit Horst Kranz und Ulrich Alertz: Konrad Gruter von Werden: De machinis et rebus mechanicis. Ein Maschinenbuch aus Italien für den König von Dänemark. 1393–1424 (= Studi e testi. Bde. 428–429). 2 Bände (Bd. 1: Einleitung. Bd. 2: Edition). Übersetzt, kommentiert und herausgegeben. Biblioteca Apostolica Vaticana, Città del Vaticano 2006, ISBN 88-210-0786-3.
- als Herausgeber mit Ulrich Alertz: Leonardo da Vinci: Codex Madrid I. 4 Bände. Bd. I: Maschinenbau und Maschinenelemente; Bd. II: Theorie der Mechanik, Außenblätter; Bd. III: Einführung, Statistik, Zeichentechnik, Bibliographie, Register; Bd. IV: Bearbeitetes Faksimile. Böhlau, Wien / Köln / Weimar 2013, ISBN 978-3-412-51206-4.